# Isotopes du hafnium
Le hafnium (Hf, numéro atomique 72) possède 36 isotopes connus, de nombre de masse variant entre 153 et 188, ainsi que 27 isomères nucléaires. Parmi ces isotopes, cinq sont stables, 176Hf, 177Hf, 178Hf, 179Hf et 180Hf ; ils constituent avec 174Hf, un radioisotope quasi stable, la totalité du hafnium naturel, dans des proportions variant de 0,16 (174Hf) à 35% (180Hf). On attribue au hafnium une masse atomique standard de 178,49(2) u.
Parmi les radioisotopes artificiels caractérisés, les plus stables sont 182Hf (demi-vie de 8,9 × 106 années), 172Hf (1,87 années), 175Hf (70 jours) et 181Hf (42,39 jours). Tous les autres radioisotopes ont une demi-vie inférieure à un jour, et la plupart inférieure à une heure.
Parmi les nombreux isomères nucléaires, les plus stables sont 178m2Hf (t1/2 de 31 années) et 179m2Hf (t1/2 de 25,05 jours).
Les radioisotopes les plus légers (A ≤ 162) se désintègrent soit par émission de positron (β+) en isotopes du lutécium soit par émission α en isotopes de l'ytterbium, dans des proportions très variables selon les isotopes. Les radioisotopes plus lourds, mais plus légers que les isotopes stables (163 ≤A ≤ 174) se désintègrent eux par émission de positron (β+) en isotopes du lutécium, à l'exception de 170Hf et 182Hf qui se désintègrent  par capture électronique (également en isotopes du lutécium), ainsi que de 174Hf qui se désintègre par émission α. Les radioisotopes plus lourds que les isotopes stables se désintègrent tous par désintégration β− en isotopes du tantale.

## Isotopes remarquables

### Hafnium naturel
Les cinq isotopes stables, 176Hf, 177Hf, 178Hf, 179Hf et 180Hf, représentent la quasi-totalité du hafnium naturel. 174Hf est le seul radioisotope primordial (demi-vie de 2 × 1015 années  — plus de 100 000 fois l'âge de l'univers) présent dans la nature.
| Isotope | Abondance (pourcentage molaire) | Gamme de variation naturelle |
| ------- | ------------------------------- | ---------------------------- |
| 174Hf   | 0,16 (1) %                      | 0,1619 - 0,1621 %            |
| 176Hf   | 5,26 (7) %                      | 5,206 - 5,271 %              |
| 177Hf   | 18,60 (9) %                     | 18,593 - 18,606 %            |
| 178Hf   | 27,28 (7) %                     | 27,278 - 27,297 %            |
| 179Hf   | 13,62 (2) %                     | 13,619 - 13,630 %            |
| 180Hf   | 35,08 (16) %                    | 35,076 - 35,100 %            |

### Hafnium 182
Avec une demi-vie de 8,91 Ma, le hafnium 182 fait partie du petit groupe des radioactivités éteintes. Sa désintégration est mise à profit pour dater certains événements du Système solaire primitif (datation hafnium-tungstène).

## Table des isotopes
| Symbole de l'isotope | Z (p)                | N (n)                | Masse isotopique (u) | Demi-vie          | Mode(s) de désintégration, | Isotope(s)-fils | Spin nucléaire |
| Symbole de l'isotope | Énergie d'excitation | Énergie d'excitation | Énergie d'excitation | Demi-vie          | Mode(s) de désintégration, | Isotope(s)-fils | Spin nucléaire |
| -------------------- | -------------------- | -------------------- | -------------------- | ----------------- | -------------------------- | --------------- | -------------- |
| 153Hf                | 72                   | 81                   | 152,97069(54)#       | 400# ms [>200 ns] |                            |                 | 1/2+#          |
| 153mHf               | 750(100)# keV        | 750(100)# keV        | 750(100)# keV        | 500# ms           |                            |                 | 11/2-#         |
| 154Hf                | 72                   | 82                   | 153,96486(54)#       | 2(1) s            | β+                         | 154Lu           | 0+             |
| 154Hf                | 72                   | 82                   | 153,96486(54)#       | 2(1) s            | α (rare)                   | 150Yb           | 0+             |
| 155Hf                | 72                   | 83                   | 154,96339(43)#       | 890(120) ms       | β+                         | 155Lu           | 7/2-#          |
| 155Hf                | 72                   | 83                   | 154,96339(43)#       | 890(120) ms       | α (rare)                   | 151Yb           | 7/2-#          |
| 156Hf                | 72                   | 84                   | 155,95936(22)        | 23(1) ms          | α (97%)                    | 152Yb           | 0+             |
| 156Hf                | 72                   | 84                   | 155,95936(22)        | 23(1) ms          | β+ (3%)                    | 156Lu           | 0+             |
| 156mHf               | 1959,0(10) keV       | 1959,0(10) keV       | 1959,0(10) keV       | 480(40) µs        |                            |                 | 8+             |
| 157Hf                | 72                   | 85                   | 156,95840(21)#       | 115(1) ms         | α (86%)                    | 153Yb           | 7/2-           |
| 157Hf                | 72                   | 85                   | 156,95840(21)#       | 115(1) ms         | β+ (14%)                   | 157Lu           | 7/2-           |
| 158Hf                | 72                   | 86                   | 157,954799(19)       | 2,84(7) s         | β+ (55%)                   | 158Lu           | 0+             |
| 158Hf                | 72                   | 86                   | 157,954799(19)       | 2,84(7) s         | α (45%)                    | 154Yb           | 0+             |
| 159Hf                | 72                   | 87                   | 158,953995(18)       | 5,20(10) s        | β+ (59%)                   | 159Lu           | 7/2-#          |
| 159Hf                | 72                   | 87                   | 158,953995(18)       | 5,20(10) s        | α (41%)                    | 155Yb           | 7/2-#          |
| 160Hf                | 72                   | 88                   | 159,950684(12)       | 13,6(2) s         | β+ (99,3%)                 | 160Lu           | 0+             |
| 160Hf                | 72                   | 88                   | 159,950684(12)       | 13,6(2) s         | α (0,7%)                   | 156Yb           | 0+             |
| 161Hf                | 72                   | 89                   | 160,950275(24)       | 18,2(5) s         | β+ (99,7%)                 | 161Lu           | 3/2-#          |
| 161Hf                | 72                   | 89                   | 160,950275(24)       | 18,2(5) s         | α (0,3%)                   | 157Yb           | 3/2-#          |
| 162Hf                | 72                   | 90                   | 161,94721(1)         | 39,4(9) s         | β+ (99,99%)                | 162Lu           | 0+             |
| 162Hf                | 72                   | 90                   | 161,94721(1)         | 39,4(9) s         | α (0,008%)                 | 158Yb           | 0+             |
| 163Hf                | 72                   | 91                   | 162,94709(3)         | 40,0(6) s         | β+                         | 163Lu           | 3/2-#          |
| 163Hf                | 72                   | 91                   | 162,94709(3)         | 40,0(6) s         | α (10−4 %)                 | 159Yb           | 3/2-#          |
| 164Hf                | 72                   | 92                   | 163,944367(22)       | 111(8) s          | β+                         | 164Lu           | 0+             |
| 165Hf                | 72                   | 93                   | 164,94457(3)         | 76(4) s           | β+                         | 165Lu           | (5/2-)         |
| 166Hf                | 72                   | 94                   | 165,94218(3)         | 6,77(30) min      | β+                         | 166Lu           | 0+             |
| 167Hf                | 72                   | 95                   | 166,94260(3)         | 2,05(5) min       | β+                         | 167Lu           | (5/2)-         |
| 168Hf                | 72                   | 96                   | 167,94057(3)         | 25,95(20) min     | β+                         | 168Lu           | 0+             |
| 169Hf                | 72                   | 97                   | 168,94126(3)         | 3,24(4) min       | β+                         | 169Lu           | (5/2)-         |
| 170Hf                | 72                   | 98                   | 169,93961(3)         | 16,01(13) h       | CE                         | 170Lu           | 0+             |
| 171Hf                | 72                   | 99                   | 170,94049(3)         | 12,1(4) h         | β+                         | 171Lu           | 7/2(+)         |
| 171mHf               | 21,93(9) keV         | 21,93(9) keV         | 21,93(9) keV         | 29,5(9) s         | TI                         | 171Hf           | 1/2(-)         |
| 172Hf                | 72                   | 100                  | 171,939448(26)       | 1,87(3) a         | CE                         | 172Lu           | 0+             |
| 172mHf               | 2005,58(11) keV      | 2005,58(11) keV      | 2005,58(11) keV      | 163(3) ns         |                            |                 | (8-)           |
| 173Hf                | 72                   | 101                  | 172,94051(3)         | 23,6(1) h         | β+                         | 173Lu           | 1/2-           |
| 174Hf                | 72                   | 102                  | 173,940046(3)        | 2,0(4)×1015 a     | α                          | 170Yb           | 0+             |
| 174m1Hf              | 1 549,3 keV          | 1 549,3 keV          | 1 549,3 keV          | 138(4) ns         |                            |                 | (6+)           |
| 174m2Hf              | 1797,5(20) keV       | 1797,5(20) keV       | 1797,5(20) keV       | 2,39(4) µs        |                            |                 | (8-)           |
| 174m3Hf              | 1 797,5 keV          | 1 797,5 keV          | 1 797,5 keV          | 2,39(4) µs        |                            |                 | (8-)           |
| 174m4Hf              | 3 311,7 keV          | 3 311,7 keV          | 3 311,7 keV          | 3,7(2) µs         |                            |                 | (14+)          |
| 175Hf                | 72                   | 103                  | 174,941509(3)        | 70(2) j           | β+                         | 175Lu           | 5/2-           |
| 176Hf                | 72                   | 104                  | 175,9414086(24)      | Observé stable    | Observé stable             | Observé stable  | 0+             |
| 177Hf                | 72                   | 105                  | 176,9432207(23)      | Observé stable    | Observé stable             | Observé stable  | 7/2-           |
| 177m1Hf              | 1315,4504(8) keV     | 1315,4504(8) keV     | 1315,4504(8) keV     | 1,09(5) s         |                            |                 | 23/2+          |
| 177m2Hf              | 1342,38(20) keV      | 1342,38(20) keV      | 1342,38(20) keV      | 55,9(12) µs       |                            |                 | (19/2-)        |
| 177m3Hf              | 2740,02(15) keV      | 2740,02(15) keV      | 2740,02(15) keV      | 51,4(5) min       |                            |                 | 37/2-          |
| 178Hf                | 72                   | 106                  | 177,9436988(23)      | Observé stable    | Observé stable             | Observé stable  | 0+             |
| 178m1Hf              | 1147,423(5) keV      | 1147,423(5) keV      | 1147,423(5) keV      | 4,0(2) s          |                            |                 | 8-             |
| 178m2Hf              | 2445,69(11) keV      | 2445,69(11) keV      | 2445,69(11) keV      | 31(1) a           |                            |                 | 16+            |
| 178m3Hf              | 2573,5(5) keV        | 2573,5(5) keV        | 2573,5(5) keV        | 68(2) µs          |                            |                 | (14-)          |
| 179Hf                | 72                   | 107                  | 178,9458161(23)      | Observé stable    | Observé stable             | Observé stable  | 9/2+           |
| 179m1Hf              | 375,0367(25) keV     | 375,0367(25) keV     | 375,0367(25) keV     | 18,67(4) s        |                            |                 | 1/2-           |
| 179m2Hf              | 1105,84(19) keV      | 1105,84(19) keV      | 1105,84(19) keV      | 25,05(25) j       |                            |                 | 25/2-          |
| 180Hf                | 72                   | 108                  | 179,9465500(23)      | Observé stable    | Observé stable             | Observé stable  | 0+             |
| 180m1Hf              | 1141,48(4) keV       | 1141,48(4) keV       | 1141,48(4) keV       | 5,47(4) h         |                            |                 | 8-             |
| 180m2Hf              | 1374,15(4) keV       | 1374,15(4) keV       | 1374,15(4) keV       | 0,57(2) µs        |                            |                 | (4-)           |
| 180m3Hf              | 2425,8(10) keV       | 2425,8(10) keV       | 2425,8(10) keV       | 15(5) µs          |                            |                 | (10+)          |
| 180m4Hf              | 2486,3(9) keV        | 2486,3(9) keV        | 2486,3(9) keV        | 10(1) µs          |                            |                 | 12+            |
| 180m5Hf              | 2538,3(12) keV       | 2538,3(12) keV       | 2538,3(12) keV       | >10 µs            |                            |                 | (14+)          |
| 180m6Hf              | 3599,3(18) keV       | 3599,3(18) keV       | 3599,3(18) keV       | 90(10) µs         |                            |                 | (18-)          |
| 181Hf                | 72                   | 109                  | 180,9491012(23)      | 42,39(6) j        | β−                         | 181Ta           | 1/2-           |
| 181m1Hf              | 595(3) keV           | 595(3) keV           | 595(3) keV           | 80(5) µs          |                            |                 | (9/2+)         |
| 181m2Hf              | 1040(10) keV         | 1040(10) keV         | 1040(10) keV         | ~100 µs           |                            |                 | (17/2+)        |
| 181m3Hf              | 1738(10) keV         | 1738(10) keV         | 1738(10) keV         | 1,5(5) ms         |                            |                 | (27/2-)        |
| 182Hf                | 72                   | 110                  | 181,950554(7)        | 8,90(9)×106 a     | β−                         | 182Ta           | 0+             |
| 182mHf               | 1172,88(18) keV      | 1172,88(18) keV      | 1172,88(18) keV      | 61,5(15) min      | β− (58%)                   | 182Ta           | 8-             |
| 182mHf               | 1172,88(18) keV      | 1172,88(18) keV      | 1172,88(18) keV      | 61,5(15) min      | TI (42%)                   | 182Hf           | 8-             |
| 183Hf                | 72                   | 111                  | 182,95353(3)         | 1,067(17) h       | β−                         | 183Ta           | (3/2-)         |
| 184Hf                | 72                   | 112                  | 183,95545(4)         | 4,12(5) h         | β−                         | 184Ta           | 0+             |
| 184mHf               | 1272,4(4) keV        | 1272,4(4) keV        | 1272,4(4) keV        | 48(10) s          | β−                         | 184Ta           | 8-             |
| 185Hf                | 72                   | 113                  | 184,95882(21)#       | 3,5(6) min        | β−                         | 185Ta           | 3/2-#          |
| 186Hf                | 72                   | 114                  | 185,96089(32)#       | 2,6(12) min       | β−                         | 186Ta           | 0+             |
| 187Hf                | 72                   | 115                  | 186,96459(43)#       | 30# s [>300 ns]   |                            |                 |                |
| 188Hf                | 72                   | 116                  | 187,96685(54)#       | 20# s [>300 ns]   |                            |                 | 0+             |

1. ↑  En gras pour les isotopes avec des demi-vies plus grandes que l'âge de l'univers (presque stables).
2. ↑  Abréviations :
CE : capture électronique ;
TI : transition isomérique.
3. ↑  Isotopes stables en gras.
4. ↑  Radionucléide primordial.
5. ↑  Utilisé en datation radiométrique par le lutécium-hafnium.
6. ↑  Soupçonné de se désintégrer par émission α en 172Yb.
7. ↑  Soupçonné de se désintégrer par émission α en 173Yb.
8. ↑  Soupçonné de se désintégrer par émission α en 174Yb.
9. ↑  Soupçonné de se désintégrer par émission α en 175Yb.
10. ↑  Soupçonné de se désintégrer par émission α en 176Yb.
11. ↑  Soupçonné d'être naturellement présent  comme produits de désintégration α de 186W (pour l'instant classifié comme stable).

### Remarques
- L'évaluation de la composition isotopique est valable pour la plupart des échantillons commerciaux, mais pas pour tous.
- Les valeurs marquées # ne sont pas purement dérivées des données expérimentales, mais aussi au moins en partie à partir des tendances systématiques. Les spins avec des arguments d'affectation faibles sont entre parenthèses.
- Les incertitudes sont données de façon concise entre parenthèses après la décimale correspondante. Les valeurs d'incertitude dénotent un écart-type, à l'exception de la composition isotopique et de la masse atomique standard de l'IUPAC qui utilisent des incertitudes élargies.